# 波棱瓜属
波棱瓜属（学名：Herpetospermum）又名三裂瓜屬，是葫芦科下的一个属，为藤本植物。该属共有4种，分布于喜马拉雅至中國雲南、四川一带。

## 分類
本屬屬於裂瓜族，是裂瓜屬的姐妹群。
本屬已知四個物種如下：
- 大吉岭波稜瓜 Herpetospermum darjeelingense (C.B.Clarke) H.Schaef. & S.S.Renner
- 冠蓋波稜瓜 Herpetospermum operculatum K.Pradheep, A.Pandey, K.C.Bhatt & E.R.Nayar
- 波棱瓜 Herpetospermum pedunculosum (Ser.) C.B.Clarke
- 三裂瓜 Herpetospermum tonglense (C.B.Clarke) H.Schaef. & S.S.Renner